# Couvent des Dominicains de Seyne
Le couvent des Dominicains est un couvent situé à Seyne, en France.

## Localisation
Le couvent est situé sur la commune de Seyne, dans le département français des Alpes-de-Haute-Provence.

## Historique
L'édifice est inscrit au titre des monuments historiques en 1988.